# Dose (album)
Dose è un album del gruppo rock Gov't Mule, pubblicato nel 1998.

## Tracce
1. Blind Man in the Dark – 6:47
2. Thorazine Shuffle – 6:46
3. Thelonius Beck – 3:33
4. Game Face – 7:55
5. Towering Fool – 6:22
6. Birth of the Mule – 6:41
7. John the Revelator – 3:49 – canto popolare
8. She Said, She Said – 6:57 – cover dei Beatles
9. Larger Than Life – 5:13
10. Raven Black Night – 5:29
11. I Shall Return – 5:40

## Formazione
- Warren Haynes - voce, chitarra, percussioni
- Matt Abts - batteria, percussioni
- Allen Woody - basso, mandolino
- Michael Barbiero - produzione, tamburello basco in John the Revelator